# Конструктор сайтов
Конструктор сайтов (англ. website builder) — программа для создания веб-страниц без знания языков программирования. Обычно является отдельным сервисом, но может и предоставляться как дополнительная услуга хостинг-компаниями. Существует возможность создания сайтов как с помощью систем управления контентом (CMS), так и с помощью и SaaS-платформ.

## История
Первые сайты были созданы в начале 1990-х. Эти сайты были написаны вручную, с помощью HTML.
Со временем было создано программное обеспечение для верстки сайтов, и до 1998 года лидером среди подобных продуктов был Dreamweaver. Однако, многие критиковали данное ПО за низкое качество получаемого кода: он был слишком перегружен. С введением стандартов W3C, Dreamweaver и подобные ему программы были раскритикованы за несоответствие новым стандартам. ПО с открытым исходным кодом, как правило, соответствовало стандартам и с каждым годом набирало все больших темпов в своем развитии.
Одним из первых конструкторов сайтов, где не требовалось специальных навыков программирования, был проект Geocities, основанный в 1994 году. В 1999 году Geocities был куплен компанией Yahoo! за $3,6 млн. Проект прекратил работу 26 октября 2009 года.
На данный момент рынок конструкторов веб-сайтов представлен более 70 платформами. Онлайн-конструкторы сайтов набирают все большую популярность ввиду простоты использования и расширения функциональности в связи с внедрением новых технологий и усовершенствования языков веб-программирования — HTML5 и CSS3.
Конструкторы сайтов популярны за счёт drag-and-drop редактора, который упрощает создание веб страниц. По сути, разработка дизайна сводится к перетаскиванию блоков и элементов дизайна, с возможностью их редактирования в самом редакторе.

## CMS
Примеры CMS с функцией конструктора:
- 1С-Битрикс
- Drupal
- Joomla!
- MODX
- Nethouse
- UMI.CMS
- WordPress
- NetCat
- HostCMS
- Wix.com
- Ukit
- Google Sites
- Tilda
- CMS.S3
- GoDaddy

## Конструкторы сайтов в России
Первые конструкторы сайтов в России появились в конце 90-х годов. В 2000 году появился Narod.ru (в 2013 года продан UCoz.ru), в 2003 году — a5.ru, в 2005 году — Ucoz.ru, в 2011 году — Nethouse, в 2018 году ---- САЙТРОССИЯ.РФ
Конструкторы сайтов становятся отличным решением для малого бизнеса (презентация акционного предложения, тестирование конверсии трафика  и др.), для фрилансеров.
Основные преимущества сайтов-конструкторов:
- простота сборки сайта при помощи уже готовых шаблонов (стандартных текстовых форм, фото-галерей, pop-up форм, а также функционал интернет-магазина);
- возможность выбора готового сайта со структурой и дизайном;
- экономия времени (сайт можно запустить очень быстро);
- относительно невысокая  стоимость (сайт-конструктор предполагает несколько вариантов оплаты в зависимости от количества реализованного функционала, оплата производится каждый месяц, пока сайт размещен в сети интернет);
- бесплатный хостинг и доменное имя;
- адаптивный сайт (онлайн ресурс предлагает возможность разработки также адаптивной мобильной версии).

Новый конструктор с российскими корнями Ecwid – прогрессивная платформа, которая за несколько минут позволяет создать интернет-магазин со всеми необходимыми функциями, имеет интеграции с социальными сетями и маркетплейсами. Помимо конструктора интернет магазинов есть удобный модуль управления заказами и клиентскими взаимоотношениями. На конструкторе работают 1000 магазинов со всего , продающие различные товары и услуги 

## Конструкторы сайтов в Беларуси
В 2010 году вышел указ № 60 Президента Республики Беларусь «О мерах по совершенствованию использования национального сегмента сети Интернет», который регламентирует деятельность в белорусском сегменте интернета и касается напрямую белорусских конструкторов сайтов. В частности, конструкторы сайтов, как и все белорусские хостинг-провайдеры, обязаны регистрировать все сайты в БелГИЭ, а также указ № 60 запрещает белорусским предпринимателям и юридическим лицам (осуществляющим деятельность на территории Беларуси) размещать свои сайты за пределами страны. На доменные имена, отличные от .by или .бел, запретов нет. Ответственность за нарушение норм указа № 60 прописана в статье 22.16 Административного кодекса Республики Беларусь.
Согласно данным хостинг-провайдера HB.BY, по состоянию на конец 2022 года в белорусском сегменте интернета (байнете) действовало около 188,1 тыс. публичных сайтов. Из них:
- около 10,1 тыс. — на конструкторах сайтов;
- 3 тыс. — на маркетплейсах;
- 67 тыс. — на CMS;
- 108 тыс. — без использования CMS.

Наиболее популярные конструкторы сайтов в Беларуси по данным HB.BY:
- Google Sites — 30,2 % сайтов на конструкторах;
- Tilda — 24,6 %;
- Site.Pro — 13,7 %;
- InSales — 8,7 %;
- Битрикс24.Сайты — 7,8 %;
- Nestorclub — 2,8 %;
- Mobirise — 2,6 %;
- flexbe — 2,2 %;
- Mottor — 2 %;
- New.by — 1,8 %;
- Webasyst — 1,5 %;
- Старонка — 0,9 %;
- Wix — 0,5 %;
- AdvantShop — 0,1 %;
- Ecwid — 0,1 %;
- uCoz — 0,08 %;
- Squarespace — 0,07 %;
- Shopify — 0,05 %.

Несмотря на широкое распространение конструкторов и CMS, подавляющее большинство сайтов в Беларуси (57,4 %) создаются на самописных решениях. Это обусловлено гибкостью, возможностью настройки под конкретные задачи и зачастую более низкой стоимостью.

## Модель «Freemium»
Практически во всех конструкторах сайтов используется модель Freemium — когда минимальная функциональность доступна бесплатно, а для получения расширенных возможностей необходима платная подписка. По этой модели работают конструкторы Wix, Shopify, Weebly, и другие. На бесплатных тарифных планах часто нет возможности подключить свой домен второго уровня, а так же отключить рекламу. У многих бесплатных тарифов есть и ограничения в использовании — лимиты места на диске для файлов, ограничения трафика или использования ресурсов сервера.